# 台中水湳空港
台中水湳空港（たいちゅうしゅいなんくうこう）は、2012年に閉鎖された、台湾台中市の空港である。名前は付近の北屯区にある村の水湳（シュイナン）に由来する。

## 歴史
日本統治時代に大日本帝国陸軍のために建設され、台中県で唯一の空港だった。民間向けの旅客便も運航され、日本への直行便も運航されていた。第二次世界大戦中、神風特攻隊の出撃拠点にも使用された。大戦後、中華民国空軍が空港を支配下に置いた。台中にある軍事施設で唯一、二・二八事件で民間人によって占拠されなかった。
1950年代から1980年代にかけて、台湾の航空宇宙産業の重要な拠点となり、航空宇宙産業開発公社の本拠地にもなった。しかし、1946年から1970年の間、空港は軍事目的で使用され、旅客便は運航されていなかった。旅客便は、1971年に旅客ターミナルの建設とともに運航を再開した。
台中市の急速な発展に伴い、空港は密集地の中に位置するようになり、日本の大阪伊丹空港のように、騒音問題などが発生するようになった。国際線は、利便性向上のために、2004年3月5日にすべての便が台中国際空港に移管された。その後旅客便は撤退し、国家空挺部隊の拠点として使用されたのちに、2012年8月に閉鎖された。